# Amhults kyrka
Amhults kyrka är en kyrkobyggnad belägen i stadsdelen Torslanda i Göteborg. Sedan 2010 tillhör kyrkan Torslanda-Björlanda församling (tidigare Torslanda församling) i Göteborgs stift.

## Kyrkobyggnad
Kyrkobyggnaden ritades av arkitekt Margareta Diedrichs, Sweco och vann en arkitekttävling 2005.  Oklarheter kring stadsplanen försenade sedan bygget så att det första spadtaget kunde tas först den 22 augusti 2013. Kyrkan invigdes den 30 november 2014 av biskop Per Eckerdal.
Byggnaden är en stålkonstruktion med danskt tegel och ett kor i betong. Kyrksalens tak är av rheinzink. Byggnadsdelarna innefattar en kyrksal, ett inglasat kyrktorg och en fristående klockstapel. Kyrkklockan kommer från den avvecklade Pater Nosterkyrkan i Göteborg.
Kyrkan utsågs till årets bästa byggnad i Göteborg 2015 av Per och Alma Olssons fond. och gick till final i tävlingen World Architecture Festival 2016.

## Inventarier
- Altare och dopfunt är av massiv ek med inslag av mässing
- Tecken i aluminiumplåt, som hänger fritt från taket, och ljusbäraren Livsträd är båda utförda av Anna Eggert, som även har svarat för övrig konstnärlig utsmyckning.